# Miyagé
Miyagé war ein Schweizer Eurodanceprojekt.

## Hintergrund
Ursprünglich erschien es 1993 unter dem Namen Leonora und veröffentlichte die Single Dream Within A Dream, die aber erfolglos blieb. Die verantwortlichen Produzenten waren Tina und Lorenz Rüegsegger (DJ Silverspin) sowie Stefan Wittwer. Ein Jahr darauf wurde die Single dann unter dem Namen Miyagé erneut herausgebracht und schaffte es in die Schweizer Hitparade. 1996 kam auf BMG noch die Single Touch Me With Your Aha raus. Zuletzt folgte Electrodelic (Open Up Your Lovin' Arms) im Jahr 1997.
Die Sängerin dieses Projekts sang unter demselben Namen auch bei Dis-Dance.